# Tele Rebelde
Tele Rebelde és el segon canal de Televisión Cubana. Transmet per aire amb abast nacional durant més de 16 hores al dia i amb abast internacional a través del satèl·lit Hispasat per al continent americà.
El 22 de juliol de 1968, el Govern cubà va inaugurar la televisió a Santiago de Cuba, amb el nou canal anomenat Tele Rebelde i que emetia el seu senyal per a l'antiga província d'Oriente.